# Eleutherodactylus auriculatoides
Eleutherodactylus auriculatoides är en groddjursart som beskrevs av Noble 1923. Eleutherodactylus auriculatoides ingår i släktet Eleutherodactylus och familjen Eleutherodactylidae. IUCN kategoriserar arten globalt som starkt hotad. Inga underarter finns listade i Catalogue of Life.